# تومويا تاكاهاتا
تومويا تاكاهاتا (باليابانية: 髙畑 智也) (2 ديسمبر 1994 في هيوغو في اليابان – )؛ هو لاعب كرة قدم سابق كان يلعب كلاعب وسط.

## وصلات خارجية
- تومويا تاكاهاتا على موقع رابطة كرة القدم اليابانية للمحترفين (اليابانية)
- تومويا تاكاهاتا على موقع Soccerway.com (الإنجليزية)